# Gorgia
Gorgia (in greco antico: Γοργίας?, Gorghías; Leontini, 485 a.C. oppure 483 a.C. – Larissa, 375 a.C. circa) è stato un retore e filosofo siceliota.
Discepolo di Empedocle, è considerato uno dei maggiori sofisti, teorizzatore di un relativismo etico assoluto, fondato sulla morale della situazione contingente, spinto fino al nichilismo. 

## Biografia
Figlio di Carmantida, nacque intorno al 483 a.C. a Leontini (odierna Lentini, nella provincia di Siracusa), città greca della Sicilia. Fu discepolo del filosofo Empedocle e dei retori siracusani Corace e Tisia, inventori della retorica, ma subì anche l'influenza delle scuole pitagorica ed eleatica. Nel 427 prese parte ad un'ambasceria ad Atene per richiedere aiuti militari nella guerra contro Siracusa e riscosse un grande successo per la sua eloquenza (vedi Prima spedizione ateniese in Sicilia). Viaggiò anche in Tessaglia, in Beozia, ad Argo (dove fu fatto divieto di frequentare le sue lezioni), a Delfi e a Olimpia, dove gli furono erette statue. Vendendo i propri insegnamenti di città in città, pare guadagnasse ingenti ricchezze facendosi pagare fino a 100 mine ad allievo, anche se in realtà alla sua morte lasciò una somma piuttosto modesta.
Morì in Tessaglia, dove soggiornava presso il tiranno Giasone di Fere, intorno al 375 a.C., pare ultracentenario; a chi gli chiedeva il motivo di tale longevità, egli rispondeva: «il non aver mai compiuto nulla per far piacere ad un altro». Di sicuro visse con sobrietà dominando le passioni, lontano da simposi e incurante di tutto ciò che potesse turbarlo. Tra i suoi numerosi discepoli si ricordano Polo di Agrigento, Crizia, Alcibiade, Tucidide, Alcidamante, Isocrate e Antistene. Pare inoltre che intrattenesse ottimi rapporti di amicizia con Pericle.
Tipico dell'oratoria di Gorgia era l'ampio uso di complesse figure retoriche, desunte dal linguaggio poetico ed epico. Si prendeva gioco, inoltre, di quanti sostenevano di poter insegnare la virtù, e vantava di saper tenere un discorso su qualsiasi argomento, come testimoniato anche da Platone. Insieme a Protagora, Prodico e Ippia di Elide, viene tradizionalmente ricordato come uno dei «grandi sofisti».

## Contenuto delle opere principali
Opere conservate sono l'Encomio di Elena (415 a.C.) e In difesa di Palamede. Solo frammenti, invece, abbiamo del Sul non essere o sulla natura, di un Epitafio per i morti della guerra del Peloponneso, di un Encomio degli Elei, di un Discorso Olimpico e di un Discorso Pitico. 

### Encomio di Elena

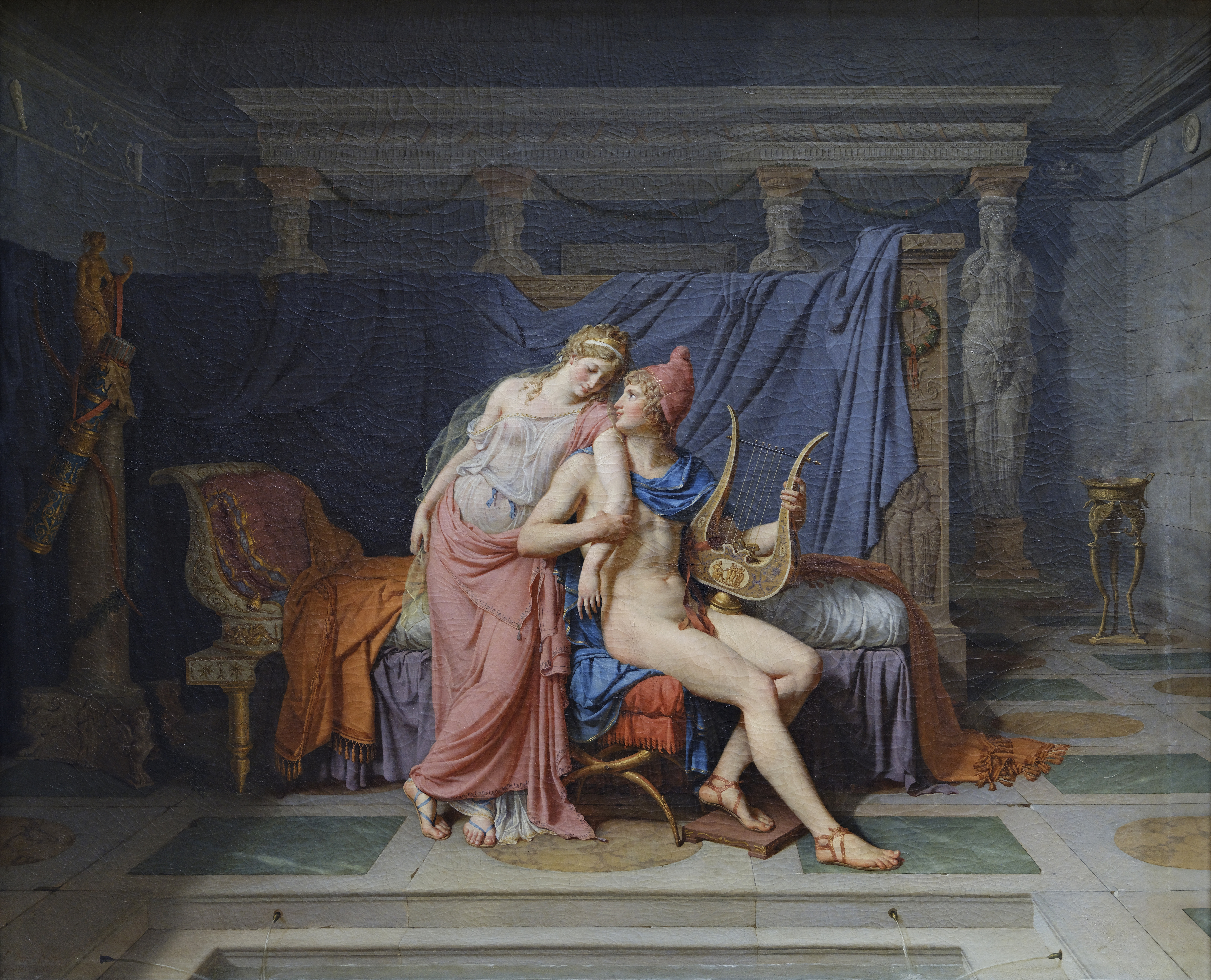
L'amore di Elena e Paride, olio su tela di Jacques-Louis David, oggi esposto al Louvre (Parigi)

Nell'Encomio Gorgia difende Elena dall'accusa di essere stata causa della guerra di Troia, con la sua decisione di tradire il marito Menelao e seguire Paride. Elena è innocente, perché agì o mossa da un principio a lei superiore (che si tratti degli dèi o dell'Ananke, la Necessità), o rapita con la forza, o persuasa da discorsi (logoi), o vinta dall'amore. In ogni caso il movente rimane esterno alla sua responsabilità. Schematizzando, l'argomentazione gorgiana è ricondotta a quattro argomenti: Elena si era innamorata di Paride; era stata rapita da Paride; fu persuasa da Paride; fu rapita per volontà divina.
Nel primo caso Elena è una vittima, poiché Afrodite promise a Paride che in cambio della Mela d'Oro avrebbe fatto innamorare di lui la donna più bella al mondo, appunto Elena. Nel secondo caso Elena viene rapita, quindi è una vittima e la colpa è da assegnare a Paride. Nel terzo caso se è stata la potenza della parola a convincerla anche in questo caso non è colpa sua poiché la parola è una grande dominatrice. E se fu per l'ultimo caso non fu per sua volontà ma per quella degli dei i cui progetti non possono essere impediti con la nostra precauzione o provvidenza.

### Sul non essere o sulla natura
Nell'opera Sul non essere Gorgia dimostra, tramite la reductio ad absurdum, tre ipotesi, volutamente opposte alla scuola di Elea. Il suo argomentare svolge il seguente percorso logico:
1. Nulla è;
2. Se anche qualcosa fosse, non sarebbe conoscibile;
3. Se anche qualcosa fosse conoscibile, non sarebbe comunicabile agli altri.

Questi tre punti fondamentali della filosofia di Gorgia, secondo la testimonianza di Sesto Empirico, vengono delucidati attraverso una sequenza di ragionamenti che portano ad una conclusione ultima.
Se le cose pensate non si può dire siano esistenti, sarà vero anche l'inverso, che non si può dire che l'essere sia pensato. È giusta e conseguente la deduzione che “se il pensato non esiste, l'essere non è pensato”. E che le cose pensate non esistano è chiaro: infatti, se il pensato esiste, allora tutte le cose pensate esistono, comunque le si pensino; ciò è contrario all'esperienza, perché non è vero che, se uno pensa un uomo che voli o dei carri che corran sul mare, ecco che un uomo si mette a volare o dei carri si mettono a correre sul mare. Sicché non è vero che il pensato esista. Di più, se il pensato esiste, il non-esistente non potrà esser pensato, perché ai contrari toccan contrari attributi. Ma ciò è assurdo, perché si pensa anche Scilla e la Chimera e molte altre cose irreali. Dunque l'essere non è pensato.
Posto che le cose esistenti sono visibili e udibili e in genere sensibili e di esse le visibili sono percepibili per mezzo della vista e le udibili per l'udito, e non viceversa, come dunque si potranno esprimere ad un altro? Poiché il mezzo con cui ci esprimiamo è la parola, e la parola non è l'oggetto, la cosa, non è realtà esistente ciò che esprimiamo al nostro vicino, ma solo parola, che è altro dall'oggetto. Al modo stesso dunque che il visibile non può diventare audibile, e viceversa, così l'essere, in quanto è oggetto esterno a noi, non può diventar parola, che è in noi. E non essendo parola non potrà esser manifestato ad altri.»
(Sesto Empirico, Contro i matematici, VII, 65 ss)

## Interpretazione dell'opera
(Gorgia, Encomio di Elena, 1)
Le interpretazioni di Gorgia si possono dividere fondamentalmente in due tipi, a seconda che si considerino le sue opere scritte con intento serio o ironico. Nel secondo caso, il trattato Sul non essere sarebbe unicamente una parodia delle dottrine e dello stile argomentativo tipico di Parmenide e della sua scuola e non, piuttosto, una presa di posizione convinta che invece farebbe di Gorgia, secondo alcuni, un precursore del nichilismo.
Nel Sul non essere Gorgia giunge alla conclusione (secondo l'interpretazione dello Pseudo-Aristotele) che solo il «nulla è». Di conseguenza, l'essere non esiste: poiché se è infinito nessun luogo potrebbe contenerlo, e non può essere finito poiché gli stessi eleati lo negano come tale. Ancora, se anche esistesse, non sarebbe conoscibile: chi è all'interno dell'Essere, dello Sfero parmenideo, non può conoscerlo. Infine, se anche fosse conoscibile, non sarebbe dicibile né comunicabile ad altri: mancherebbero le parole per esprimerlo, e anche se fosse esprimibile non si potrebbe comunicare se non ciò che è oggetto d'esperienza, sicché per Gorgia appare una conoscenza espressa in termini negativi: la verità non esiste, ogni sapere è impossibile, tutto è falso perché tutto è illusorio.
Se la verità non è raggiungibile né con i sensi ingannatori né con la ragione, su quali princìpi certi si reggerà la morale dell'uomo? Gorgia risponde che non esistono valori, princìpi immutabili di comportamento, ma che ognuno dovrà affrontare la situazione in cui si trova e semplicemente reagire ad essa. È questa la «morale della situazione» per cui il comportamento di ognuno varierà a seconda del soggetto, della sua età, della sua cultura, delle circostanze.
Significativo è il fatto che, quando Gorgia fu incaricato dal governo ateniese di celebrare i caduti della guerra del Peloponneso, egli disse che questi non furono eroi, ma che erano da onorare perché accettarono la situazione in cui si trovarono e seppero agire come le circostanze richiedevano – seppero cioè rispondere all'occasione (kairós) offerta dalla situazione. Di fronte al dramma della vita, l'unica consolazione è la parola (logos), che acquista valore proprio perché non esprime la verità ma l'apparenza (doxa). La parola, afferma nell'Encomio di Elena, è magica: essa è «un potente signore, che col più piccolo e impercettibile dei corpi riesce a compiere le imprese più divine». La parola esprime al meglio le passioni che guidano la vita dell'uomo, è in grado di evocarle e modificarle, e così di sottomettere chiunque. Essa è dunque onnipotente e addirittura in grado di creare un mondo perfetto dove vivere. L'uomo è una pedina nelle mani del caso (tyche), il quale domina ogni vicenda umana. Egli, però, sarà felice se sarà in grado di sfruttare a proprio vantaggio le opportunità (kairoȋ) che la tyche gli offre: è per questo, in ultima analisi, che Elena merita un elogio, in quanto ha saputo sfruttare a proprio vantaggio ciò che le assegnava il destino.
In conclusione, un'interpretazione filosofica del pensiero di Gorgia tenta di tracciare un percorso che, partendo dal naturalismo proprio di Empedocle, conduce alla cosiddetta crisi eristica, di stampo nichilista, sino a uno sbocco in un più sereno scetticismo del linguaggio. Resta tuttavia dubbio se Gorgia avesse un'effettiva sfiducia nelle possibilità conoscitive dell'uomo o non, piuttosto, un'enorme fiducia nelle possibilità del linguaggio, in grado di dimostrare tutto e il contrario di tutto, svincolato da ogni criterio di verità. D'altra parte, resta anche incerto quanto Gorgia fosse cosciente dell'onnipotenza della parola o se essa non fosse piuttosto un ovvio corollario della sua attività retorica.
Infine Gorgia, a differenza di alcuni filosofi di epoca successiva come Platone, ha una buona opinione dell'arte: sostiene che se esistesse l'essere, l'arte sarebbe solo una sua imitazione imperfetta, ma siccome l'essere non esiste, l'artista è un creatore di mondi. Quindi il bravo artista è colui che riesce ad ingannare gli spettatori facendoli partecipi delle proprie opere, mentre lo spettatore più "saggio" è colui che sa farsi ingannare.